# Cinématographe

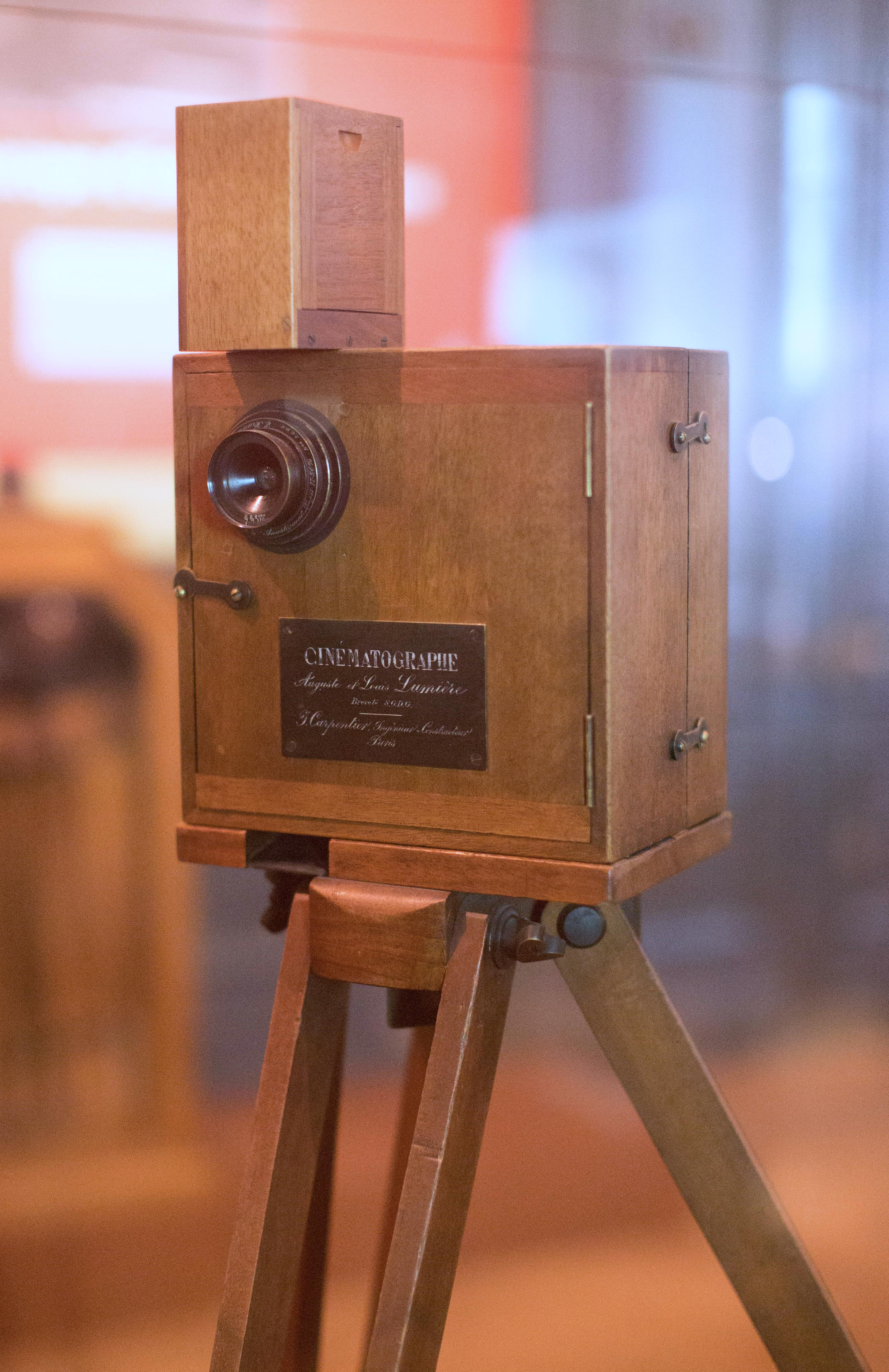
Cinématographe Lumière presso l'Institut Lumière in Francia

Il cinématographe, o cinematografo (dal greco antico κίνημα, kínēma, "movimento" e γραφή, graphḗ, "scrittura"), è una macchina da presa che veniva usata anche come proiettore cinematografico. Venne inventata nell'ultimo decennio del XIX secolo.

## Storia

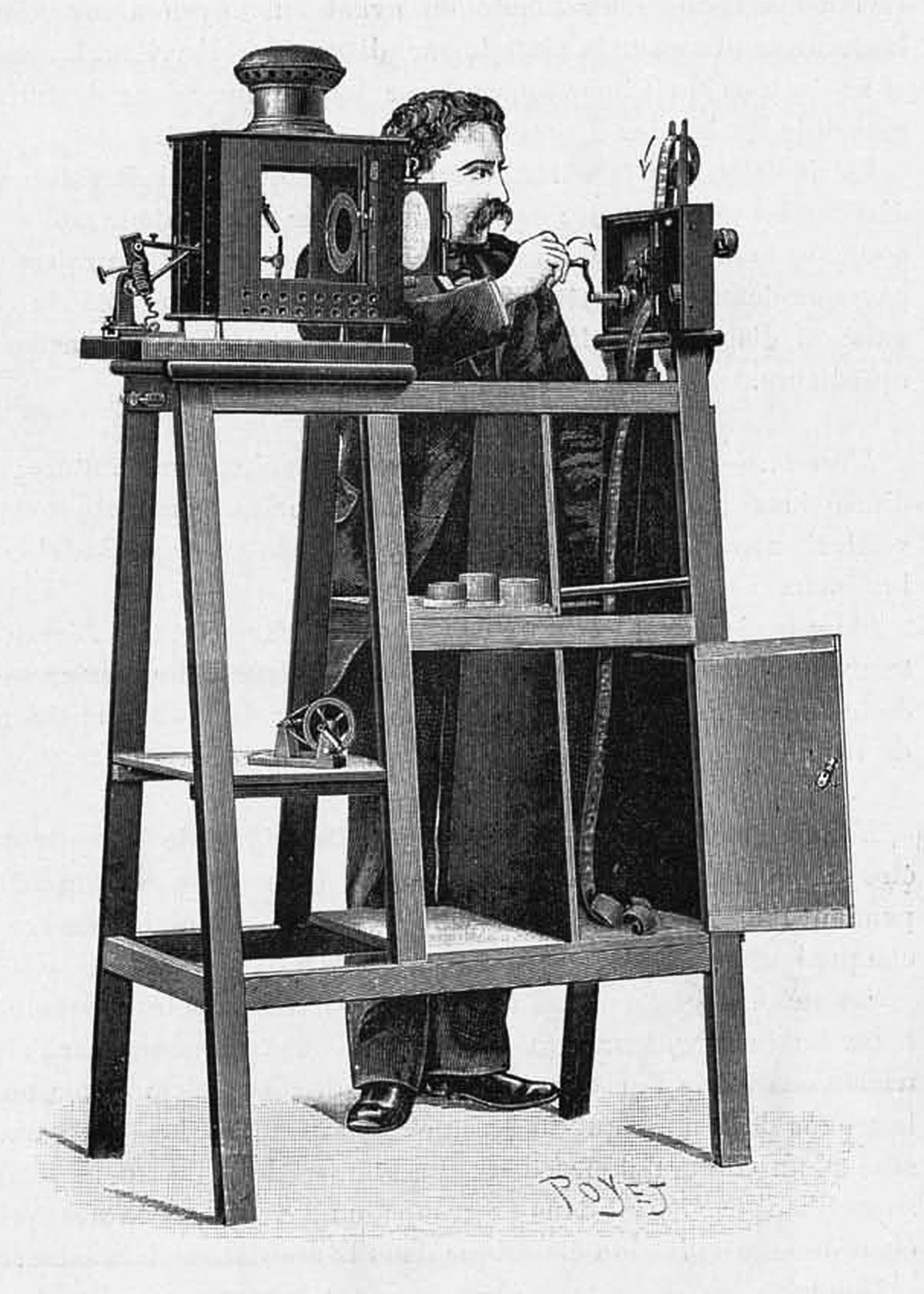
Il cinematografo Lumière nel modo di proiezione

All'inizio del novecento si credeva  che gli unici inventori del cinematografo fossero stati i Fratelli Lumiere. Ricerche più recenti hanno portato alla scoperta di Léon Bouly, un inventore francese che il 12 febbraio 1892 inventa e brevetta il "Cinématographe Léon Bouly". Nel 1894 caduto in disgrazia, non può più pagare il canone del brevetto e il nome ritorna disponibile. L'anno successivo i Fratelli Lumiere lo riutilizzeranno per la loro invenzione.

Nel settembre del 1894, Antoine Lumière assiste, a Parigi, a una dimostrazione del kinetoscopio di Thomas Edison. Questo lo porta a spronare i figli a creare una macchina migliore di quella di Edison e dice: "Bisogna far uscire l'immagine dalla scatola. Rientro a Lione: i miei figli ci riusciranno!". Tornato a Lione su suo impulso i figli, Auguste e Louis Lumière, iniziano le ricerche per la creazione del cinematografo, che terminano all'inizio del 1895 con l'arrivo di 17 metri di pellicola dalla New York Celluloid Company.

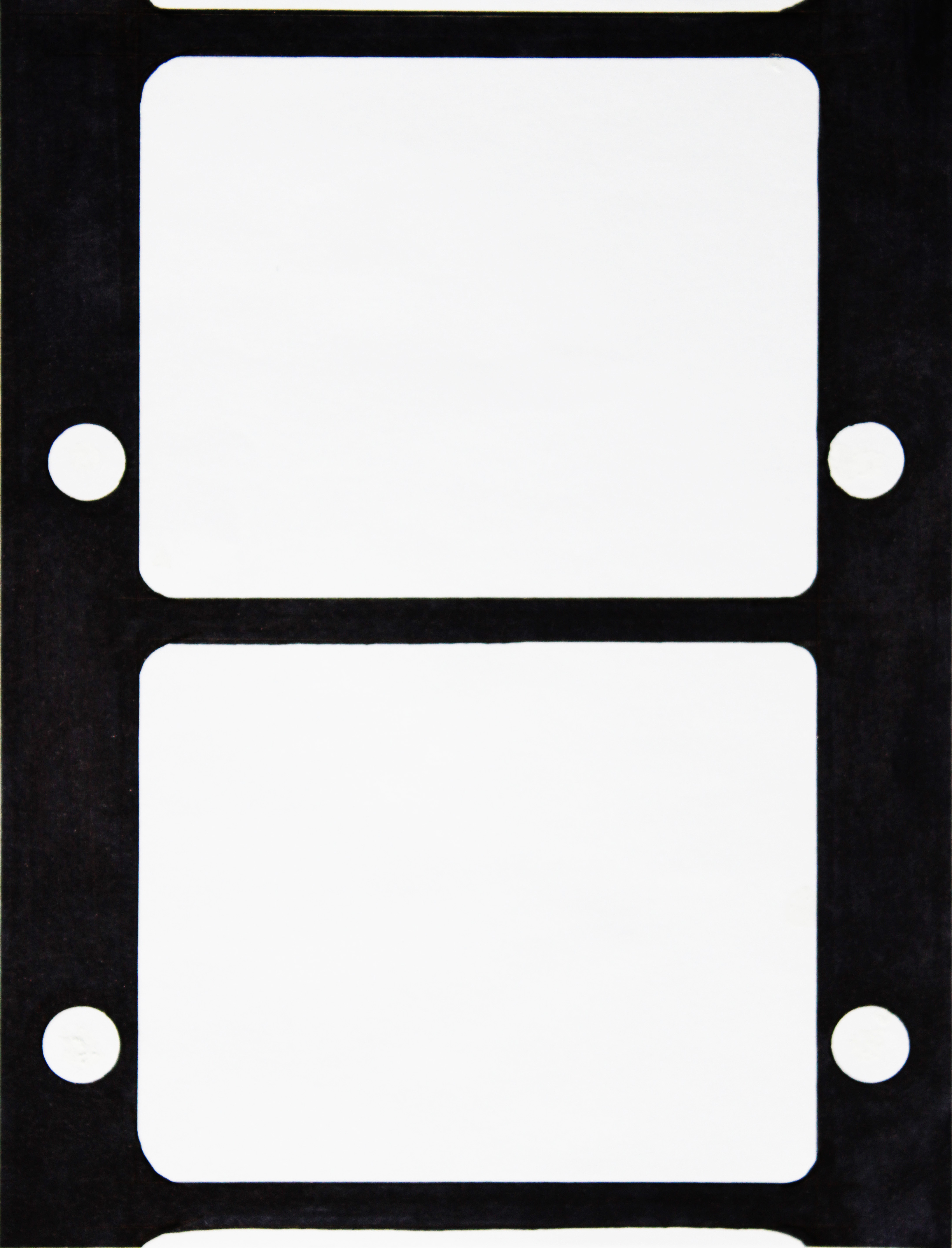
Modello della pellicola usata dai Lumiere

Come anticipato i Fratelli Lumiere riutilizzano il nome "Cinématographe", ma non subito, infatti prima depositano il brevetto per due apparecchi: il 2 febbraio 1895, per "un apparecchio reversibile che consente di riprendere e di proiettare delle vedute animate"; l'altro, il 13 febbraio, per "un apparecchio che serve a ottenere e a guardare prove cronofotografiche". Solo in seguito il 30 marzo e 6 maggio, dello stesso anno, utilizzano il nome "Cinématographe".
A pochi mesi di distanza dai loro primi due brevetti i Lumiere girano il loro primo film, L'uscita dalle officine Lumière, precisamente il 19 marzo 1895, un martedì. La prima proiezione di fronte a un pubblico di fotografi e scienziati  avvenne il 20 marzo 1895, mentre la prima proiezione a un pubblico pagante avvenne a Parigi, nel Salon Indien du Grand Café, sul Boulevard des Capucines il 28 dicembre 1895 e venne organizzata dagli stessi Fratelli Lumière.
(Georges Méliès)
In seguito al successo, molte altre versioni del cinematografo vennero prodotte, incluse quelle di Robert Royou Beard, Cecil Wray, Georges Demenÿ e Alfred Wrench.

## Descrizione

### Cinématographe Léon Bouly

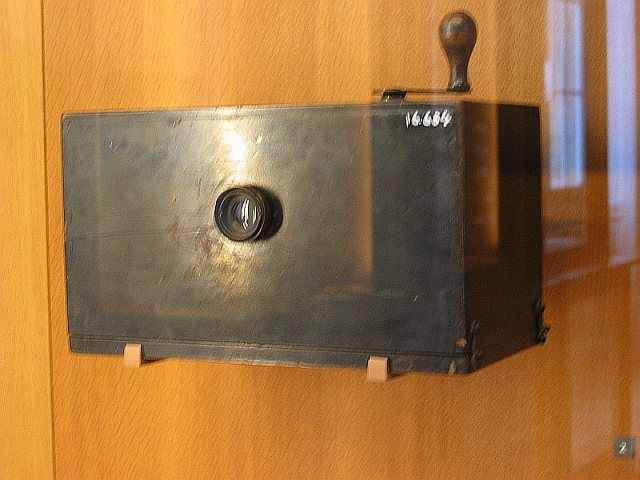
Cinematografo di Léon Bouly al CNAM

Il cinematografo di Bouly era in grado sia di filmare, sia di mettere a fuoco che proiettare il registrato. La pellicola non perforata - Eastman - era azionata a intermittenza da un cilindro rotante a segmenti che lavorava insieme a un cuscinetto a pressore per fermare a intermittenza la pellicola nel momento in cui l'otturatore scopriva l'obiettivo. Senza perforazioni nella pellicola, la sequenza del registrato non era regolare, ma a scatti e non era all'altezza della descrizione contenuta nel brevetto: "ottenere automaticamente e senza interruzioni una serie di negativi analitici del movimento". Due di questi dispositivi sono oggi conservati nel Conservatoire National des Arts et Métiers. Un terzo apparecchio considerato come Cinématographe Léon Bouly è conservato alla George Eastman House di Rochester, ma si tratta in realtà di un Cinébibliographe realizzato successivamente.

### Cinématographe Lumière

Meccanico del cinematografo dei fratelli Lumière: il movimento di penetrazione e successivo ritiro nella perforazione rotonda del dispositivo sulla pellicola avviene attraverso un braccio che regge due rampe aiutato da una cremagliera rotante

Il cinematografo dei fratelli Lumiere, che è stato prodotto in serie da Jules Carpentier (30 agosto 1851 – 30 giugno 1921) un ingegnere e inventore francese, era una macchina da presa che fungeva anche da sviluppatore di foto e proiettore: per passare da una funzione all'altra era necessario cambiare obiettivi e caricatori. Un'apertura nella parte anteriore accoglie la lente, un'altra nella parte posteriore permette l'introduzione di una manovella che mette in movimento il meccanismo. L'intero meccanismo era collegato ad un otturatore circolare con apertura regolabile. Questo sistema si ispira alle macchine da cucire e ai saggi sulla cinematica, in particolare al saggio di Reuleaux pubblicato nel 1877. Louis in seguito raccontò che mentre era malato a letto, incapace di dormire, ebbe un'idea geniale: adattare il movimento di una macchina da cucire per trasportare la pellicola. La pellicola utilizzata aveva la stessa larghezza di quella di Edison - 35 mm - ma aveva un foro rotondo su ciascun lato dell'immagine. Il meccanismo era perfetto per le riprese ma non altrettanto buono per la proiezione di film e nel 1897 Louis progettò un'attrezzatura specifica per l'uso come proiettore. Nel 1897, la pellicola 35 mm di Edison era diventata lo standard, così Louis iniziò a produrre macchine da presa e proiettori in grado di utilizzare la pellicola americana. Nel 1904, incapaci di tenere il passo con gli sviluppi del settore, i Lumière si ritirarono dalla produzione cinematografica.
Le pellicole sono fatte di un sottile strato di plastica. Essendo la plastica infiammabile e le lampade del 1895 funzionavano a gas la pellicola se cambiata alla luce delle lampade rischiava di prendere fuoco per poi incendiare tutta la sala.

## Omaggi
- Nel 1995 un gruppo internazionale di celebri registi rende omaggio ai fratelli Lumière e al cinematografo utilizzandolo per realizzare ognuno un corto di 50", con tutti i limiti imposti dall'apparecchio. I cortometraggi vengono raccolti nel film Lumière et compagnie.[18]